# Sainte-Marie-la-Mer
Sainte-Marie-la-Mer is een gemeente in het Franse departement Pyrénées-Orientales (regio Occitanie). De plaats maakt deel uit van het arrondissement Perpignan. Sainte-Marie-la-Mer telde op 1 januari 2022 4.749 inwoners.

## Geografie
De oppervlakte van Sainte-Marie-la-Mer bedroeg op 1 januari 2022 10,29 vierkante kilometer; de bevolkingsdichtheid was toen 461,5 inwoners per km². De plaats ligt op 18 kilometer van Perpignan. Sainte-Marie-la-Mer plaats ligt aan de Middellandse Zee en wordt in het zuiden door de rivier Têt.

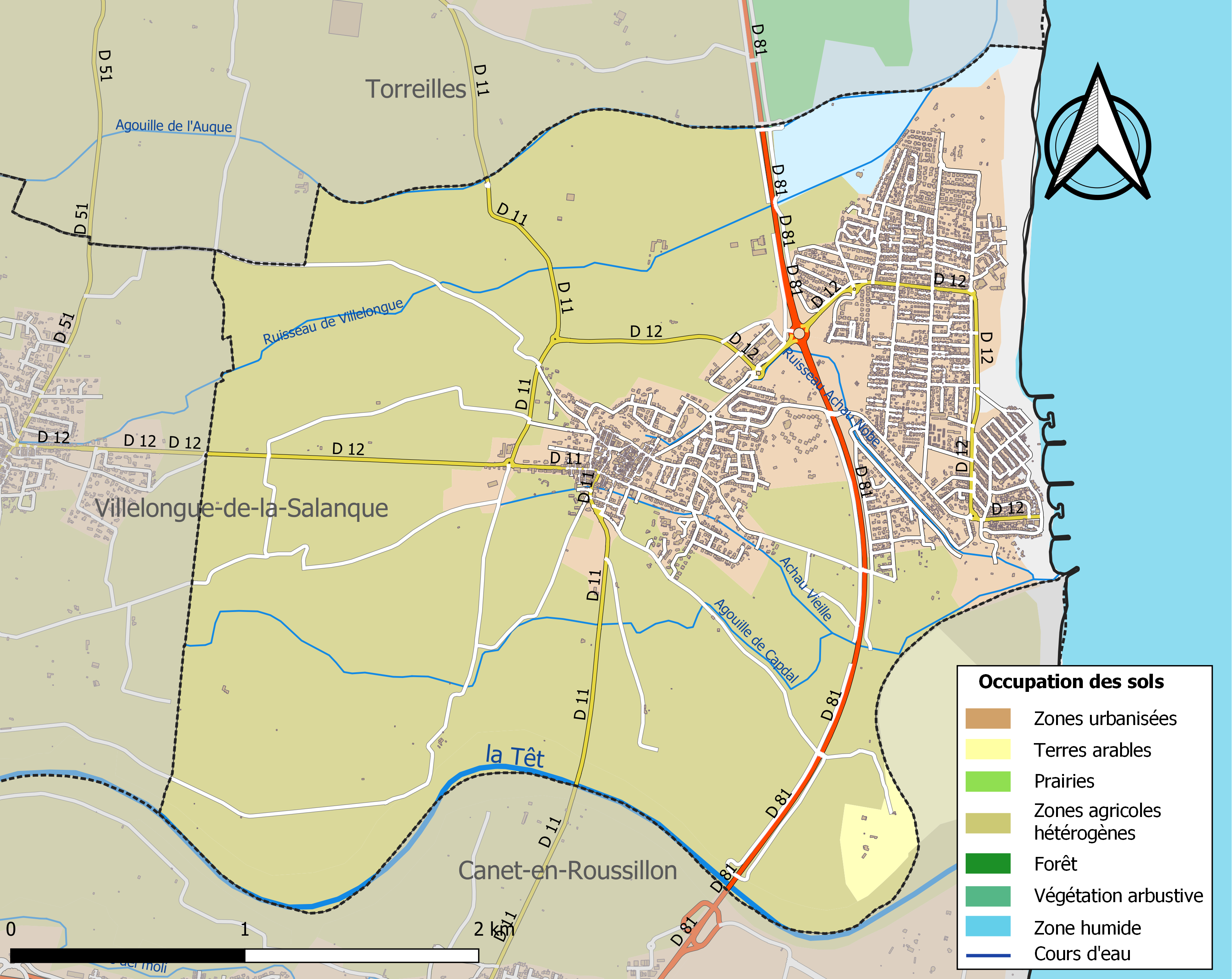
Kaart van de gemeente met de belangrijkste infrastructuur, bodemgebruik en omliggende gemeenten

## Demografie
Onderstaande figuur toont het verloop van het inwonertal (bron: INSEE-tellingen).

## Stedenbouw
Sainte-Marie-la-Mer bestaat grotendeels uit laagbouw en heeft alleen (beperkte) hoogbouw direct aan de kust aan de kust. De gemeente heeft in haar Plan Local d’Urbanisme (PLU) beperkingen opgenomen op bouwhoogtes, die doorgaans variëren tussen de 7,5 en 11,5 meter, afhankelijk van de sector. Dit draagt bij aan het behoud van het open en traditionele karakter van de badplaats.

## Landbouw
De gemeente ligt in de regio Salanque, die bekendstaat om de teelt van de Artichaut du Roussillon. Deze artisjok heeft sinds 2015 een beschermde geografische aanduiding (Indication Géographique Protégée, IGP). Elk voorjaar organiseert Sainte-Marie-la-Mer de Fête de l’Artichaut, een lokaal evenement ter ere van deze teelt. In 2025 vond de 31e editie plaats met markten, proeverijen en culturele activiteiten.

## Toerisme
Sainte-Marie-la-Mer is een kleine, maar toch populaire badplaats aan de Middellandse Zee, met brede zandstranden en een jachthaven. Het toerisme vormt een van de belangrijkste economische sectoren van de gemeente. Bezoekers kunnen er deelnemen aan diverse recreatieve activiteiten zoals fietsen, paardrijden en watersporten. De gemeente zet bovendien actief in op duurzaam toerisme, met als doel het toeristisch seizoen te verlengen en de druk op het hoogseizoen te verlichten. Ook worden er jaarlijks evenementen georganiseerd, waaronder de hardloopwedstrijd La Marinade, die plaatsvindt in het hoogseizoen en toegankelijk is voor deelnemers van alle leeftijden en niveaus. Er worden initiatieven genomen om het lokale erfgoed, ambachten, producten en diensten te promoten en milieuvriendelijk toerisme te stimuleren.